# Svjetski parajedriličarski kupovi u Hrvatskoj
U Hrvatskoj su se održali Svjetski kup u parajedriličarstvu (natjecanje u preletima; Paragliding World Cup (PWC)) i Svjetski kup u preciznom slijetanju parajedrilicom (Paragliding Accuracy World Cup (PGAWC)).

## Preleti (PWC)
Lokacije
2009. Istra (natjecateljski centar: Buzet)
| Broj natjecatelja | Broj natjecatelja | Broj ekipa | Broj ekipa | Izdanje | Broj utrka | Pojedinačno    | Pojedinačno | Pojedinačno | Pojedinačno | Pojedinačno | Pojedinačno      | Pojedinačno | Pojedinačno   | Pojedinačno  | Nacije          | Nacije     | Nacije    | Nacije   | Ref   |
| ----------------- | ----------------- | ---------- | ---------- | ------- | ---------- | -------------- | ----------- | ----------- | ----------- | ----------- | ---------------- | ----------- | ------------- | ------------ | --------------- | ---------- | --------- | -------- | ----- |
| Broj natjecatelja | Broj natjecatelja | Broj ekipa | Broj ekipa | Izdanje | Broj utrka | M              | M           | M           | M           | UP          | Ž                | Ž           | Ž             | Ž            | Nacije          | Nacije     | Nacije    | Nacije   | Ref   |
| M+Ž               | Ž                 | M          | Ž          | Izdanje | Broj utrka | Pobjednik      | Pobjednik   | # 2         | # 3         | UP          | Pobjednica       | Pobjednica  | # 2           | # 3          | Pobjednici      | Pobjednici | # 2       | # 3      | Ref   |
| M+Ž               | Ž                 | M          | Ž          | Izdanje | Broj utrka | Parajedriličar | Rez. (MP/b) | # 2         | # 3         | UP          | Parajedriličarka | Rez. (MP/b) | # 2           | # 3          | Parajedriličari | MP/b       | # 2       | # 3      | Ref   |
|                   |                   |            |            | 2009.   | 6          | Yassen Savov   | 4513 (+171) | Armin Eder  | Stefan Wyss |             | Renata Kuhnova   | 3062 (+42)  | Marion Slunka | Elisa Houdry | Francuska       | +149       | Slovenija | Austrija | [ 2 ] |

## Precizno slijetanje (PGAWC)
Uzletište – Sletište
2010.  Ravna Gora kraj Trakošćana – Višnjica/Cvetlin
2007. Ravna Gora kraj Trakošćana – Cvetlin ili Višnjica
| Broj natjecatelja | Broj natjecatelja | Broj ekipa | Broj ekipa | Izdanje | Broj serija | Pojedinačno    | Pojedinačno | Pojedinačno   | Pojedinačno      | Pojedinačno | Pojedinačno          | Pojedinačno | Pojedinačno          | Pojedinačno          | Ekipno            | Ekipno     | Ekipno                      | Ekipno   | Ekipno               | Ekipno     | Ekipno               | Ekipno               | Ref   |
| ----------------- | ----------------- | ---------- | ---------- | ------- | ----------- | -------------- | ----------- | ------------- | ---------------- | ----------- | -------------------- | ----------- | -------------------- | -------------------- | ----------------- | ---------- | --------------------------- | -------- | -------------------- | ---------- | -------------------- | -------------------- | ----- |
| Broj natjecatelja | Broj natjecatelja | Broj ekipa | Broj ekipa | Izdanje | Broj serija | M              | M           | M             | M                | UP          | Ž                    | Ž           | Ž                    | Ž                    | M                 | M          | M                           | M        | Ž                    | Ž          | Ž                    | Ž                    | Ref   |
| M+Ž               | Ž                 | M          | Ž          | Izdanje | Broj serija | Pobjednik      | Pobjednik   | # 2           | # 3              | UP          | Pobjednica           | Pobjednica  | # 2                  | # 3                  | Pobjednici        | Pobjednici | # 2                         | # 3      | Pobjednice           | Pobjednice | # 2                  | # 3                  | Ref   |
| M+Ž               | Ž                 | M          | Ž          | Izdanje | Broj serija | Parajedriličar | Rez. (MP)   | # 2           | # 3              | UP          | Parajedriličarka     | Rez. (MP)   | # 2                  | # 3                  | Parajedriličari   | MP         | # 2                         | # 3      | Parajedriličarke     | MP         | # 2                  | # 3                  | Ref   |
| 32                |                   |            |            | 2010.   | 5/?         | Matjaž Ferarič | (+)         | Jaka Gorenc   | Duško Gorenc     |             | Nepoznata kratica »« | (+)         | Nepoznata kratica »« | Nepoznata kratica »« | Best for Nike     | +          | Kanja                       | Yagababa | Nepoznata kratica »« | +          | Nepoznata kratica »« | Nepoznata kratica »« | [ 5 ] |
| 61                |                   |            |            | 2007.   | 3/?         | Matjaž Ferarič | (+)         | Nejc Žerdoner | Martin Jovanoski |             | Jelena Kantoci       | (+)         |                      |                      | KŠL Čuk Dravograd | +          | KPL Kanja Dolenjske Toplice | Pernik   | Nepoznata kratica »« | +          | Nepoznata kratica »« | Nepoznata kratica »« |       |

Na izdanju 2010. pet prvoplasiranih bili su Slovenci.

## Statistika (2020.)
|   | Parajedriličar(ka) | Pobjede (2+) | Top 3 |
| - | ------------------ | ------------ | ----- |
| M | Matjaž Ferarič     | 2            | 2     |
| Ž | [[]]               |              |       |

## Vanjske poveznice
- Paragliding World Cup
- Paragliding Accuracy World Cup